# Copa México 1962/63
Die Copa México 1962/63 war die 21. Austragung des Fußball-Pokalwettbewerbs seit Einführung des Profifußballs in Mexiko. Das Turnier wurde im Anschluss an die Erstliga-Saison 1962/63 ausgetragen. Teilnahmeberechtigt waren nur die 14 Mannschaften, die in derselben Saison in der höchsten Spielklasse des Landes vertreten waren. Sieger wurde die Mannschaft des CD Guadalajara, die den Pokalwettbewerb zuvor noch nie gewonnen hatte, obwohl sie zwischen 1957 und 1962 fünfmal den Meistertitel gewinnen konnte. Aber ausgerechnet in der gerade beendeten Erstliga-Saison 1962/63 hatte sie den schon fast sicher geglaubten sechsten Meistertitel am letzten Spieltag gegen den Stadtrivalen Oro verloren. Im Halbfinale des Pokalwettbewerbs derselben Saison konnte der CD Guadalajara sich revanchieren und schaltete den Stadtrivalen mit dem Gesamtergebnis von 5:1 aus.

## Modus
Die Begegnungen wurden im K.-o.-System ausgetragen. Wegen der Teilnahme von 14 Mannschaften kamen in der ersten Runde zwei Mannschaften (CF Atlante und CD Irapuato) per Freilos weiter. Alle Runden bis auf das Finale, für das nur eine Begegnung angesetzt war, wurden in Hin- und Rückspielen mit je einem Heimrecht der beiden Kontrahenten ausgetragen. Endspielort war das Estadio Olímpico Universitario in Mexiko-Stadt.

## Achtelfinale
Die Begegnungen des Achtelfinals wurden zwischen dem 20. April und 28. April 1963 ausgetragen.
|                  | Gesamt |                  | Hinspiel | Rückspiel |
| ---------------- | ------ | ---------------- | -------- | --------- |
| CF Monterrey     | 1:2    | Club León        | 1:0      | 0:2       |
| CD Guadalajara   | 4:3    | CD Tampico       | 2:3      | 2:0       |
| Deportivo Toluca | 2:3    | CD Nacional      | 1:0      | 1:3       |
| Club América     | 6:5    | Atlético Morelia | 5:3      | 1:2       |
| CF Atlas         | 2:4    | U.N.A.M.         | 1:2      | 1:2       |
| Club Necaxa      | 2:4    | Oro              | 0:2      | 2:2       |

- CF Atlante und CD Irapuato per Freilos.

## Viertelfinale
Die Begegnungen des Viertelfinals wurden zwischen dem 5. Mai und 16. Mai 1963 ausgetragen.
|             | Gesamt          |                | Hinspiel | Rückspiel |
| ----------- | --------------- | -------------- | -------- | --------- |
| CD Nacional | 0:6             | CD Guadalajara | 0:2      | 0:4       |
| CD Irapuato | 4:4 (6:7 i. E.) | CD Oro         | 4:3      | 0:1       |
| U.N.A.M.    | 1:0             | Club América   | 1:0      | 0:0       |
| Club León   | 1:3             | CF Atlante     | 1:0      | 0:3       |

## Halbfinale
Die Hinspiele des Halbfinals wurden am 19. Mai und die Rückspiele am 26. Mai 1963 ausgetragen.
|            | Gesamt          |                | Hinspiel | Rückspiel |
| ---------- | --------------- | -------------- | -------- | --------- |
| CD Oro     | 1:5             | CD Guadalajara | 1:2      | 0:3       |
| CF Atlante | 2:2 (3:2 i. E.) | U.N.A.M.       | 2:2      | 0:0       |

## Finale
Das Finale wurde am 2. Juni 1963 ausgetragen.
|                | Ergebnis |            |
| -------------- | -------- | ---------- |
| CD Guadalajara | 2:1      | CF Atlante |

Mit der folgenden Mannschaft gewann der Club Deportivo Guadalajara den Pokalwettbewerb der Saison 1962/63:
Jaime Gómez – Arturo Chaires, Ignacio Sevilla, Ignacio Salas – Juan Jasso, Agustín Moreno – Javier Barba, Salvador Reyes, Isidoro Díaz, Javier Valdivia, Raúl Arellano (Héctor Hernández); Trainer: Javier de la Torre.